# Suzano
Suzano este un oraș în São Paulo (SP), Brazilia.